# Tamariu de la Torre del Xino
El Tamariu de la Torre del Xino (Tamarix gallica) és un arbre que es troba a Alpicat (el Segrià), el qual té unes dimensions de soca i de tronc que el fan absolutament excepcional.

## Dades descriptives
- Perímetre del tronc a 1,30 m: 3,63 m.
- Perímetre de la base del tronc: 4,27 m.
- Alçada: 2,54 m.
- Amplada de la capçada: 4,25 m.
- Altitud sobre el nivell del mar: 224 m.[1]

## Entorn
Creix gairebé al costat de la casa anomenada Torre del Xino, en una zona enjardinada, propera a una séquia, envoltat de camps. S'hi pot observar pi blanc, conreus de presseguer, troana, baladre, ginkgo, olivera, parra, hibisc, tuia, boneter japonès, hortènsia, boix, poinciana, iuca, ungla de lleó, atzavara, ravenissa blanca, matrimonis i ortiga. En relació amb la fauna, hi ha tórtores turques, tudons, cigonyes i garses.

## Aspecte general
Té el tronc internament força corcat, fet freqüent en tamarius vells. Les branques de la creu presenten perill de trencament, atesa la seua horitzontalitat i fragilitat. S'aprecia vigor generalitzat de brotada als pollissos.

## Accés
Des de Lleida, cal agafar la carretera N-240 i la LV-9022 cap a Alpicat. Un cop al poble, la carretera s'acaba i ens trobem al carrer Lleida. El seguim i, al final, tombem a la nostra dreta, tot prenent el camí del Pont del Puell, el qual hem de seguir fins a trobar el camí de l'Era Saura. Pocs metres abans d'arribar a un corral i una bassa, trenquem a la dreta, passant primer per una casa i, seguidament, ens trobarem la Torre del Xino. GPS 31T 0297976 4614682.